# 四联苯

四联苯的结构通式

四联苯是四个苯环以单键相连得到的化合物，化学式为C24H18，有以下几种同分异构体：
- 对四联苯（英语：Para-Quaterphenyl），CAS号135-70-6
- 1,1':3',1'':3'',1'''-四联苯，CAS号1166-18-3
- 1,1':2',1'':2'',1'''-四联苯，CAS号641-96-3
- 1,1':3',1'':4'',1'''-四联苯，CAS号1166-19-4
- 1,1':2',1'':4'',1'''-四联苯，CAS号1165-58-8
- 1,1':2',1'':3'',1'''-四联苯，CAS号1165-57-7

|  | 这个同类索引页列出了具有相同或相似标题的化学条目。 除非您是有意链接至本页，否则应将相应条目的内部链接指向正确的条目。 |